# Johnie Cooks
(en) Statistiques sur pro-football-reference
Johnie Earl Cooks (né le 23 novembre 1958 à Leland et mort le 6 juillet 2023 dans le Mississippi) est un joueur américain de football américain.

## Biographie
Il est sélectionné 2e de la draft 1982 de la NFL.
Évoluant comme linebacker, il joue dix saisons en National Football League (NLF) : avec les Colts de Baltimore / Colts d'Indianapolis (1982–1988), les Giants de New York (1988–1990) et les Browns de Cleveland (1991).
Il est membre des Giants de New York lorsqu'ils ont remportent le Super Bowl XXV.
Cooks est intronisé au Temple de la renommée des sports du Mississippi en 2004.